# Liste der chilenischen Botschafter in den Vereinigten Staaten

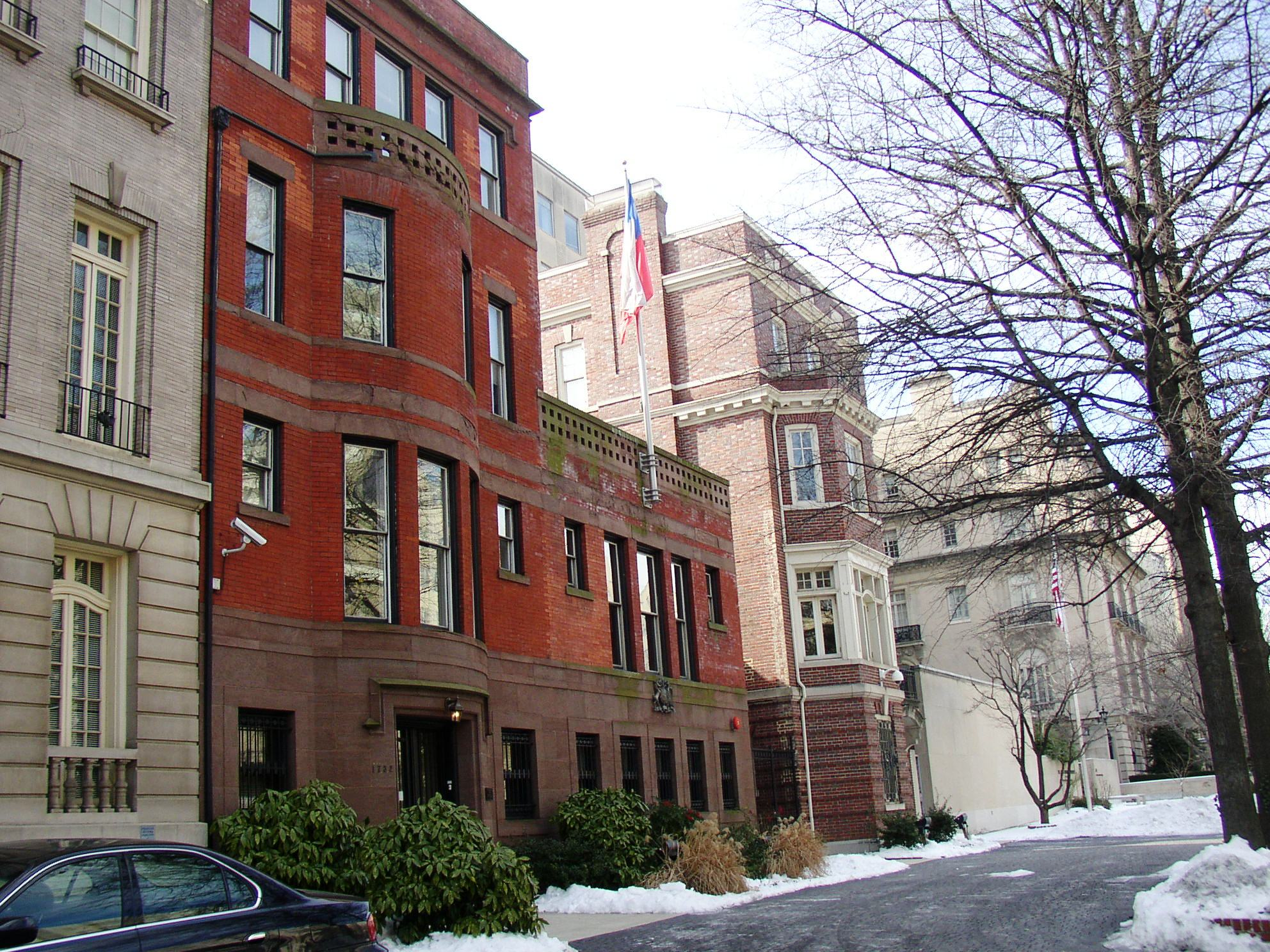
Die chilenische Botschaft befindet sich in der 1727 Massachusetts Ave NW, Washington, D.C.

| Ernannt       | Akkreditiert  | Name                           | Bemerkungen | ernannt von                     | akkreditiert bei      | Posten verlassen |
| ------------- | ------------- | ------------------------------ | --- | ------------------------------- | --------------------- | ---------------- |
| 21. Juni 1893 |               | Domingo Gana                   | | Jorge Montt Álvarez             | Grover Cleveland      |                  |
| Apr. 1898     |               | Eliodoro Infante               | Geschäftsträger | Federico Errázuriz Echaurren    | William McKinley      |                  |
| 16. Aug. 1898 |               | Carlos María Vicuña Zaldívar   | (* 1846 in Santiago de Chile; † 1900 in Buffalo) 28. Dezember 1896 – 11. Mai 1897: Außenminister auch in Japan akkreditiert. Vater von Carlos Morla Lynch | Federico Errázuriz Echaurren    | William McKinley      |                  |
| Sep. 1901     |               | Eliodoro Infante               | Geschäftsträger. | Aníbal Zañartu                  | Theodore Roosevelt    |                  |
| 4. März 1902  |               | Joaquín Walker Martínez        | | Aníbal Zañartu                  | Theodore Roosevelt    |                  |
| 16. Nov. 1907 |               | Aníbal Cruz                    | | Pedro Montt Montt               | Theodore Roosevelt    |                  |
| 18. Dez. 1910 |               | Alberto Yoacham                | Geschäftsträger. | Elías Fernández Albano          | William Howard Taft   |                  |
| 27. Juni 1911 |               | Eduardo Suárez Mujica          | Am 1. Dezember 1914 wurde die Gesandtschaft zur Botschaft aufgewertet | Elías Fernández Albano          | William Howard Taft   |                  |
| 1. Dez. 1914  |               | Eduardo Suárez Mujica          | | Elías Fernández Albano          | Woodrow Wilson        |                  |
| 16. Juni 1916 |               | Gustavo Munizaga Varela        | Geschäftsträger. | Juan Luis Sanfuentes Andonaegui | Woodrow Wilson        |                  |
| 16. Apr. 1917 |               | Santiago Aldunate Bascuñán     | († 17. April 1918) (29. August 1907 – 6. November 1916) Gesandter in Rom. | Juan Luis Sanfuentes Andonaegui | Woodrow Wilson        |                  |
| 17. Apr. 1918 |               | Gustavo Munizaga Varela        | Geschäftsträger | Juan Luis Sanfuentes Andonaegui | Woodrow Wilson        |                  |
| 27. Nov. 1918 |               | Beltrán Mathieu                | | Juan Luis Sanfuentes Andonaegui | Woodrow Wilson        |                  |
| 23. März 1926 |               | Miguel Cruchaga Tocornal       | (* 4. Mai 1869 in Santiago de Chile; † 3. Mai 1949) 1913–1920: Gesandter in Berlin | Arturo Alessandri Palma         | Calvin Coolidge       |                  |
| 6. Okt. 1927  |               | Carlos G Dávila Espinoza       | | Carlos Ibáñez del Campo         | Calvin Coolidge       |                  |
| 18. Sep. 1931 |               | Miguel Cruchaga Tocornal       | | Pedro Opazo                     | Herbert C. Hoover     |                  |
| 17. Okt. 1933 |               | Manuel Trucco                  | | Carlos Dávila Espinoza          | Franklin D. Roosevelt |                  |
| 24. Mai 1939  | 25. Mai 1939  | Alberto Cabero Díaz            | | Pedro Aguirre Cerda             | Franklin D. Roosevelt |                  |
| 16. Nov. 1940 |               | Guillermo Gazitúa              | Geschäftsträger | Pedro Aguirre Cerda             | Franklin D. Roosevelt |                  |
| 16. Jan. 1941 | 17. Jan. 1941 | Rodolfo Michels                | | Jerónimo Méndez                 | Franklin D. Roosevelt |                  |
| 1943          |               | Luis Muñoz Cortés              | | Juan Antonio Ríos Morales       | Franklin D. Roosevelt | 1947             |
| 22. Sep. 1944 | 5. Okt. 1944  | Marcial Mora                   | | Juan Antonio Ríos Morales       | Franklin D. Roosevelt |                  |
| 14. Jan. 1947 | 27. Jan. 1947 | Félix Nieto del Río            | | Alfredo Duhalde                 | Harry S. Truman       |                  |
| 11. Feb. 1953 | 24. Feb. 1953 | Aníbal Jara                    | | Carlos Ibáñez del Campo         | Dwight D. Eisenhower  |                  |
| 6. Feb. 1956  | 7. Feb. 1956  | Mario Rodríguez Altamirano     | | Carlos Ibáñez del Campo         | Dwight D. Eisenhower  |                  |
| 12. März 1957 | 12. März 1957 | Mariano Puga                   | | Carlos Ibáñez del Campo         | Dwight D. Eisenhower  |                  |
| 25. Juni 1958 | 16. Juli 1958 | José Serrano Palma             | (* 4. März 1906 in Santiago de Chile) 1937: Secretario General de la Corporación de Salitre, 1947 klagte er auf Nichtigkeit seiner Ehe mit Luz Rivas Freiré, war Geschäftsträger in Budapest und Generalkonsul in Pretoria 1957 Vertreter der chilenischen Regierung beim UN-Hauptquartier und 2. Januar 1956 – 4. Januar 1956: Außenminister | Jorge Alessandri Rodríguez      | Dwight D. Eisenhower  |                  |
| 30. Jan. 1959 | 13. Feb. 1959 | Walter Müller Hess             | | Jorge Alessandri Rodríguez      | Dwight D. Eisenhower  |                  |
| 11. Feb. 1963 | 21. Feb. 1963 | Sergio Gutiérrez Olivos        | | Jorge Alessandri Rodríguez      | Lyndon B. Johnson     |                  |
| 12. März 1965 | 13. Apr. 1965 | Radomiro Tomic                 | | Eduardo Frei Montalva           | Lyndon B. Johnson     |                  |
| 1. Juli 1968  | 1. Juli 1968  | Domingo Santa María Santa Cruz | | Eduardo Frei Montalva           | Lyndon B. Johnson     |                  |
| 22. Feb. 1971 | 2. März 1971  | Orlando Letelier               | | Salvador Allende Gossens        | Richard Nixon         |                  |
| 30. Juli 1973 |               | Patricio Rodríguez             | Geschäftsträger | Augusto Pinochet                | Richard Nixon         |                  |
| 5. Nov. 1973  | 9. Nov. 1973  | Walter Herbert Heitmann Wörner | [ 3 ] | Augusto Pinochet                | Richard Nixon         |                  |
| 31. März 1975 |               | Enrique Guzmán                 | Geschäftsträger | Augusto Pinochet                | Gerald Ford           |                  |
| 9. Apr. 1975  | 29. Apr. 1975 | Manuel Trucco Gaete            | | Augusto Pinochet                | Gerald Ford           |                  |
| 10. März 1977 | 23. März 1977 | Jorge Cauas                    | | Augusto Pinochet                | Jimmy Carter          |                  |
| 18. Mai 1978  | 5. Juni 1978  | José Miguel Barros Franco      | | Augusto Pinochet                | Jimmy Carter          |                  |
| 29. Juni 1981 |               | Carlos De Costa Nora           | Geschäftsträger | Augusto Pinochet                | Ronald Reagan         |                  |
| 27. Juli 1981 | 21. Sep. 1981 | Enrique Valenzuela Blanquier   | | Augusto Pinochet                | Ronald Reagan         |                  |
| 21. Mai 1984  | 18. Juni 1984 | Hernán Felipe Errázuriz        | Feb. 1983 – Mai 1985 Direktor der Banco Central de Chile | Augusto Pinochet                | Ronald Reagan         |                  |
| 2. März 1989  | 11. Mai 1989  | Octavio Errázuriz              | 4. Juni 2010: Vertreter der chilenischen Regierung beim UN-Hauptquartier. | Augusto Pinochet                | George H. W. Bush     |                  |
| 23. Apr. 1990 | 29. Mai 1990  | Patricio Silva Echenique       | | Patricio Aylwin Azócar          | George H. W. Bush     |                  |
| 3. Aug. 1994  | 11. Aug. 1994 | John Biehl                     | | Eduardo Frei Ruiz-Tagle         | Bill Clinton          |                  |
| 17. Sep. 1998 | 27. Okt. 1998 | Genaro Arriagada               | | Eduardo Frei Ruiz-Tagle         | Bill Clinton          |                  |
| 9. Sep. 1999  | 29. Nov. 1999 | Mario Artaza                   | | Eduardo Frei Ruiz-Tagle         | Bill Clinton          |                  |
| 9. Juni 2000  | 5. Sep. 2000  | Andrés Bianchi                 | 9. Dezember 1989 – 7. Dezember 1991: Direktor der Banco Central de Chile | Ricardo Lagos Escobar           | Bill Clinton          | 2006             |
| 2006          |               | Mariano Fernández              | | Michelle Bachelet               | George W. Bush        | 20. Apr. 2009    |
| 20. Apr. 2009 | 20. Mai 2009  | José Goñi                      | | Michelle Bachelet               | Barack Obama          |                  |
| 21. Juni 2010 | 28. Juni 2010 | Arturo Fermandois              | | Sebastián Piñera                | Barack Obama          |                  |
| 25. Apr. 2012 | 2. Mai 2012   | Felipe Bulnes                  | | Sebastián Piñera                | Barack Obama          |                  |
| 14. Mai 2014  | 21. Mai 2014  | Juan Gabriel Valdés            | | Michelle Bachelet               | Barack Obama          |                  |